# Игры исламской солидарности 2021
V Игры исламской солидарности (тур. 2021 İslami Dayanışma Oyunları) — спортивные соревнования, которые прошли в городе Конья в Турции.
Изначально соревнования должны были состояться с 20 по 29 августа 2021 года. Позже из-за переноса летних Олимпийских и Паралимпийских игр в Токио с лета 2020 года на 2021 год, для исключения загруженности графика спортивных федераций и спортсменов, было принято решение перенести Исламиаду на 10—19 сентября 2021 года. Затем из-за вспышки пандемии COVID-19 игры были вновь отложены на 9—18 августа 2022 года.

## Общие сведения
В период проведения соревнований в Конье не было ограничений в связи с пандемией коронавируса.
Спортивные арены располагались при университетах. 
Символ соревнований — цветок мерам. 
На медалях изображены: на аверсе — цветок мерам, 8-гранная звезда сельджуков, пшеничные колосья, на реверсе — логотип Исламской Федерации спортивной солидарности. 
Для спортсменов действовала Деревня атлетов.

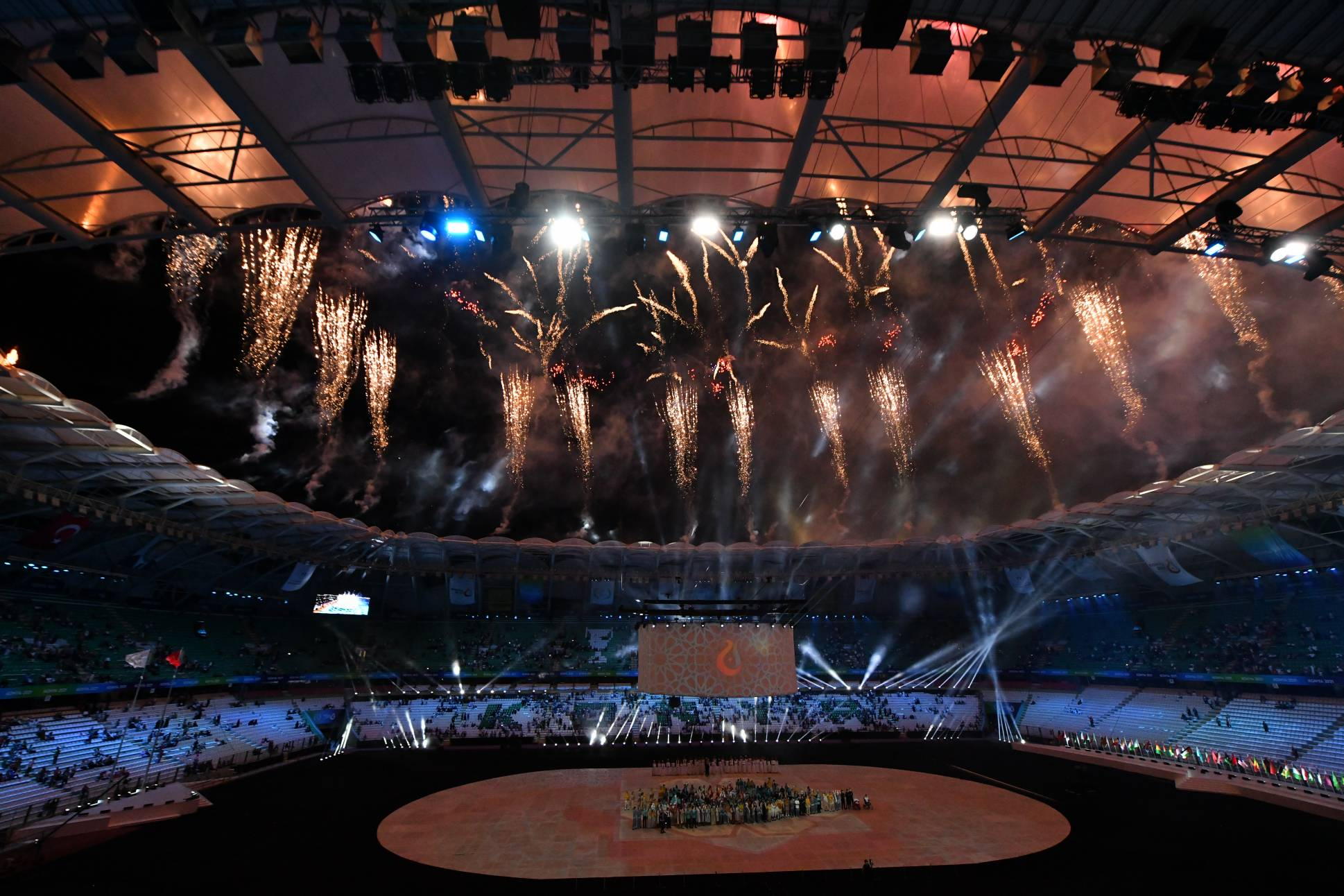
Церемония открытия 9 августа 2022

Церемония открытия проведена 9 августа на стадионе муниципалитета Бююкшехир (вместимость — 42 000). В церемонии приняли участие президент Турции Реджеп Тайип Эрдоган, президент Азербайджана Ильхам Алиев, премьер-министр Албании Эди Рама, премьер-министр Алжира Айман Бенабдеррахман, премьер-министр Палестины Мухаммед Штайе, министр по делам молодежи и спорта Турции Мехмет Касапоглу, генеральный секретарь Организации исламского сотрудничества Хусейн Ибрахим Таха, президент Спортивной федерации исламской солидарности принц Абдул-Азиз ибн Турки Аль Сауд. 
На открытии проведён показательный пилотаж команд по аэробатике ВВС Турции «Турецкие звезды». Выступил певец Махер Зейн.
Танцоры оживили лого Игр в форме тюльпана. Продемонстрирована композиция, отражающая историю Турции. В завершение церемонии светом отражены флаг Турции и фигура из звезды и полумесяца. Состоялся парад волонтёров и команд. После этого исполнен танец региона Конья «Гашыг хавасы». На стадион был вынесен флаг Спортивной федерации исламской солидарности.
Соревнования прошли в 24 видах спорта.
В составе Турции в соревнованиях принимал участие 461 спортсмен. Турция доминировала в легкой атлетике и плавании. В плавании Турция завоевала 24 золотые и 22 серебряные медали, в стрельбе из олимпийского лука — 4 золотые, 1 бронзовая, 4 золотые медали в карате.
Узбекистан сильнее всего выступил в дзюдо — 6 золотых медалей. 3 золотые медали в шоссейных велогонках завоевала Ольга Забелинская (две на шоссе, и одну — на треке). 4 золота завоёваны в тхэквондо.
Иран в тхэквондо завоевал 5 золотых медалей.
В составе Азербайджана принимал участие 281 атлет. Азербайджан завоевал медали в 19 видах спорта.

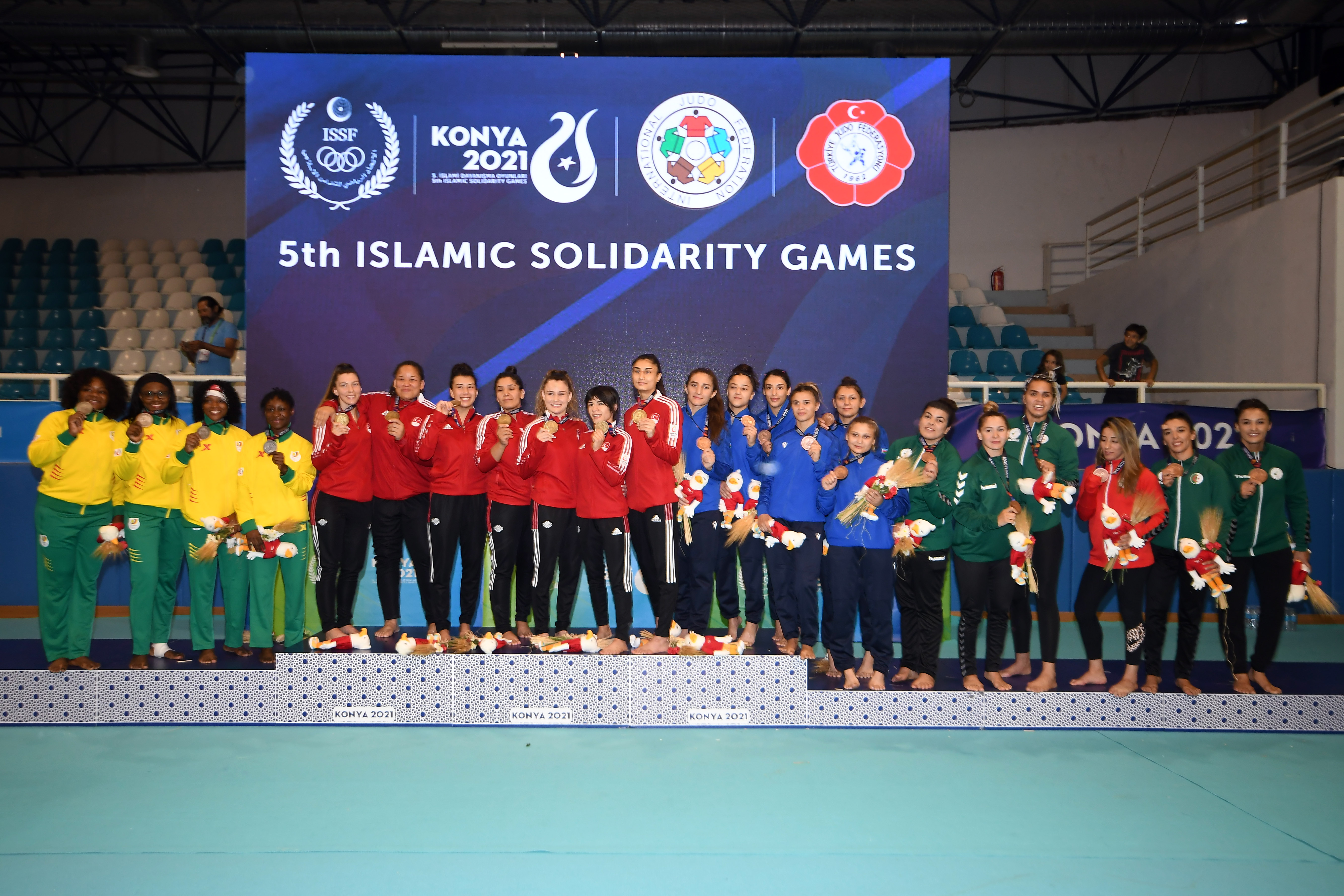
Медалисты Дзюдо 17 августа 2022

Результаты соревнований в беговых дисциплинах в первые три дня фиксировались неправильно. В итоге показатели спортсменов были аннулированы с сохранением медалей.
Атлетам, занявшим первые восемь мест на соревнованиях, вручены специальные сертификаты.
Первой в медальном зачёте стала Турция, вторым — Узбекистан, третьим — Иран.
Церемония закрытия прошла на стадионе «15 июля» Сельджукского университета. Были продемонстрированы флаги всех участников, и состоялся парад команд.

## Виды спорта
На играх прошли состязания по следующим спортивным дисциплинам:
- Баскетбол 3×3
- Борьба
- Бочче
- Велоспорт
  -  Трековый велоспорт
  -  Шоссейный велоспорт
- Волейбол
- Гандбол
- Гимнастика
  -  Аэробика
  -  Спортивная гимнастика
  -  Художественная гимнастика
- Дзюдо
- Карате
- Кикбоксинг
- Лёгкая атлетика
- Настольный теннис
- Плавание
- Стрельба
- Стрельба из лука
  -  Стрельба из лука
  -  Традиционная турецкая стрельба из лука
- Тхэквондо
- Тяжёлая атлетика
- Фехтование
- Футбол

Также на играх состоялись соревнования по следующим паралимпийским дисциплинам:
- Лёгкая атлетика
- Настольный теннис
- Стрельба из лука
- Плавание

## Медальный зачёт
*   Принимающая страна (Турция)
| Место           | Страна                  | Золото | Серебро | Бронза | Всего |
| --------------- | ----------------------- | ------ | ------- | ------ | ----- |
| 1               | Турция*                 | 145    | 107     | 89     | 341   |
| 2               | Узбекистан              | 51     | 42      | 65     | 158   |
| 3               | Иран                    | 39     | 44      | 50     | 133   |
| 4               | Азербайджан             | 29     | 36      | 34     | 99    |
| 5               | Казахстан               | 27     | 23      | 39     | 89    |
| 6               | Марокко                 | 15     | 13      | 34     | 62    |
| 7               | Индонезия               | 13     | 14      | 29     | 56    |
| 8               | Бахрейн                 | 9      | 7       | 7      | 23    |
| 9               | Кыргызстан              | 8      | 8       | 15     | 31    |
| 10              | Алжир                   | 7      | 12      | 23     | 42    |
| 11              | Кувейт                  | 5      | 9       | 2      | 16    |
| 12              | Туркменистан            | 4      | 6       | 13     | 23    |
| 13              | Катар                   | 4      | 3       | 5      | 12    |
| 14              | ОАЭ                     | 3      | 2       | 5      | 10    |
| 15              | Саудовская Аравия       | 2      | 12      | 10     | 24    |
| 16              | Камерун                 | 2      | 6       | 5      | 13    |
| 17              | Уганда                  | 2      | 5       | 2      | 9     |
| 18              | Иордания                | 2      | 4       | 6      | 12    |
| 19              | Малайзия                | 2      | 1       | 4      | 7     |
| 20              | Гамбия                  | 2      | 0       | 0      | 2     |
| 21              | Нигерия                 | 1      | 3       | 1      | 5     |
| 22              | Сенегал                 | 1      | 1       | 5      | 7     |
| 23              | Кот-д’Ивуар             | 1      | 1       | 3      | 5     |
| 24              | Оман                    | 1      | 1       | 2      | 4     |
| 25              | Шаблон:Флагификация/LBA | 1      | 0       | 3      | 4     |
| 26              | Буркина-Фасо            | 1      | 0       | 1      | 2     |
| 26              | Нигер                   | 1      | 0       | 1      | 2     |
| 28              | Пакистан                | 1      | 0       | 0      | 1     |
| 29              | Таджикистан             | 0      | 3       | 5      | 8     |
| 30              | Судан                   | 0      | 2       | 1      | 3     |
| 31              | Тунис                   | 0      | 1       | 6      | 7     |
| 32              | Ливан                   | 0      | 1       | 3      | 4     |
| 33              | Бангладеш               | 0      | 1       | 2      | 3     |
| 33              | ПНА                     | 0      | 1       | 2      | 3     |
| 35              | Джибути                 | 0      | 1       | 1      | 2     |
| 36              | Албания                 | 0      | 1       | 0      | 1     |
| 36              | Гвинея                  | 0      | 1       | 0      | 1     |
| 36              | Мали                    | 0      | 1       | 0      | 1     |
| 36              | Того                    | 0      | 1       | 0      | 1     |
| 40              | Йемен                   | 0      | 0       | 2      | 2     |
| 41              | Шаблон:Флагификация/GBS | 0      | 0       | 1      | 1     |
| 41              | Бенин                   | 0      | 0       | 1      | 1     |
| 41              | Мальдивы                | 0      | 0       | 1      | 1     |
| 41              | Сьерра-Леоне            | 0      | 0       | 1      | 1     |
| Всего стран: 44 | Всего стран: 44         | 379    | 374     | 479    | 1232  |